# Patinatge sincronitzat
El patinatge sincronitzat és un esport nascut del patinatge artístic, de gènere mixte i que es practica en equip. Aquest esport es va crear en 1956 i el primer nom que va obtenir va ser "patinatge de precisió". És una de les disciplines més desconegudes a Espanya.
El seu coneixement ha crescut enormement aquests últims quaranta anys, i avui en dia hi ha més de 600 equips sincronitzats només als Estats Units. Cada equip està format entre vuit i vint persones i actuen junts com un equip fent figures amb fluïdesa tècnica i elegància.

## Breu descripció
El patinatge sincronitzat (o sincro) és la nova disciplina ISU de patinatge artístic. Implica un equip de vuit a vint patinadors que realitzen diversos elements i transicions a música. L'objectiu és que els patinadors actuïn com una sola unitat en lloc de solistes individuals.
"Patinatge sincronitzat" es refereix a la qualitat del patinatge, la importància de la unió i el treball en equip. També es refereix a la precisió de les formacions com ara cercles, blocs, rodes, línies i interseccions... I la realització d'espirals, ascensors, girs, treballs de peus i la precisió de l'equip, incorporats a un programa d'un límit de temps especificat. Aquest patinatge és principalment jutjat per les seves habilitats, transicions, rendiment, composició, interpretació i dificultat dels elements. Com hem dit abans, fa que l'esport sigui únic i especial per l'increïble treball en equip, la velocitat i les complexes formacions.

## Història
El patinatge sincronitzat es va crear a EUA el 1956, és un esport nascut del patinatge artístic. I va començar quan un grup organitzat de patinadors va formar un equip.
La primera competició de patinatge sincronitzat es va celebrar 20 anys després i, el 1984, es van celebrar els primers campionats nacionals dels Estats Units per a la disciplina.
La primera competició internacional es va celebrar el 1989 i el 1994 la ISU va reconèixer l'esport com una disciplina del patinatge artístic.
Fins al 1998, la disciplina es coneixia com a "patinatge de precisió". La ISU va decidir el 1998 que el "patinatge sincronitzat" seria més atractiu a escala mundial.
El 2000 es van celebrar els primers campionats mundials.
El març de 2014, immediatament el president de la ISU, Ottavio Cinquanta, va suggerir afegir la disciplina al programa olímpic. Es va fer una sol·licitud formal al Comitè Olímpic Internacional (COI) per a l'aprovació a l'abril de 2015. Aquesta sol·licitud va ser denegada, probablement per diversos motius.
El primer era l'augment de personal que necessitarien, fins a uns 150 atletes, entrenadors i personal de suport.
L'altre obstacle en el qual es trobaven per a la inclusió olímpica, és el nombre de països participants. Tot i que 28 països dels cinc continents han participat en el patinatge sincronitzat al campionat mundial o al campionat del món júnior. Suècia i Finlàndia han guanyat 14 de les 18 medalles d'or mundials disponibles. Canadà i Rússia són els dos únics altres països que ocupen el primer lloc del podi.
També la participació de la Xina en aquest esport pot dificultar el patinatge sincronitzat, inclosos els Jocs Olímpics de Pequín del 2022. La Xina no ha competit mai als campionats mundials de patinatge sincronitzat.
Tot i l'impuls fallit perquè el patinatge sincronitzat s'inclogués als Jocs Olímpics de 2018 com a disciplina del patinatge artístic, la ISU no es rendeix.
La final del Gran Premi de 2015, va acceptar per primera vegada un esdeveniment de patinatge sincronitzat. Cinc equips van participar en la competició gratuïta només per a patins.
El juliol de 2017 es va designar un grup de treball del Consell de la ISU per "investigar i fer recopilació de la informació necessària perquè el patinatge sincronitzat fos acceptat com a disciplina olímpica", segons el comunicat de premsa.
L'objectiu declarat del grup és incloure el patinatge sincronitzat al programa olímpic dels Jocs del 2022 organitzats a Pequín, Xina.
Quan arribi el moment, la USFS vol estar preparada.

## Posicions
Línia

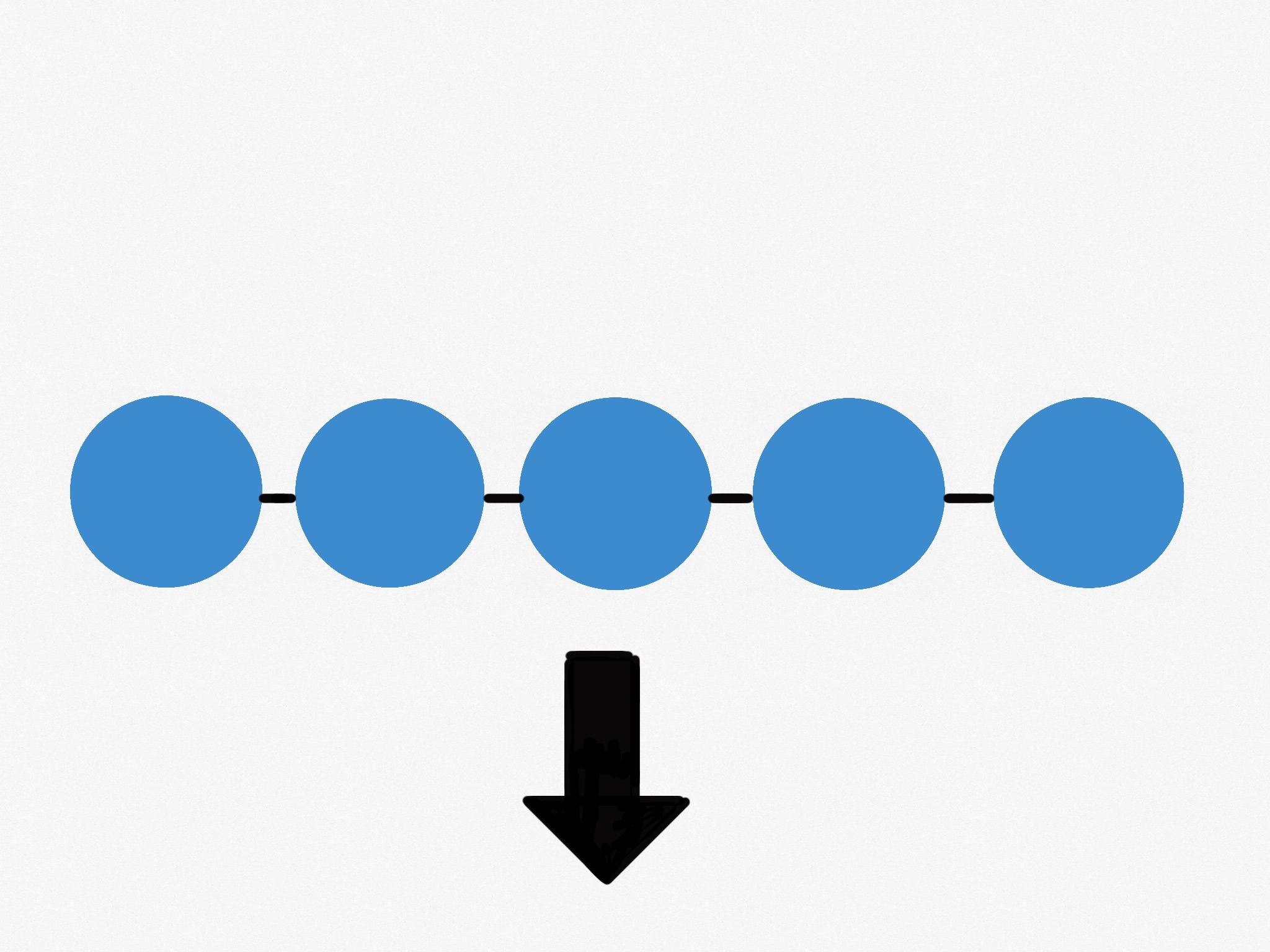

La formació més bàsica. Els patinadors s'alineen en línia recta, agafats l'un del altre de diverses maneres. La línia pot avançar cap als costats, cap a davant o cap enrere i pot contenir qualsevol nombre de patinadors. Les retencions poden canviar a mesura que avança la línia.
Cercle

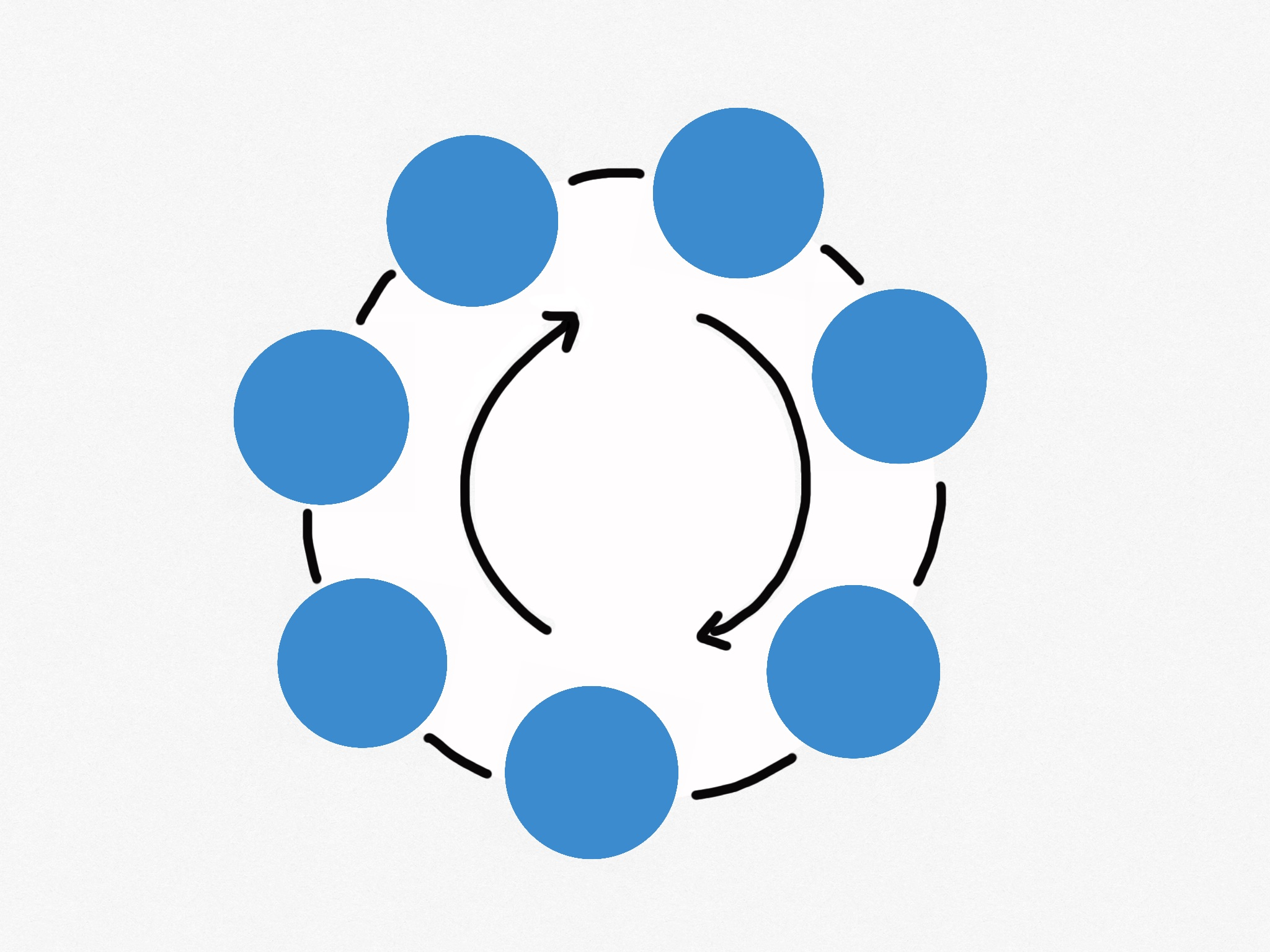

Forma del cercle. Els patinadors s'uneixen en forma de cercle tancat i alineats. Cada patinador està unit al següent patinador. Poden enfrontar-se al llarg de la circumferència del cercle. El cercle gira generalment al voltant del seu centre i a l'hora avançant a través del gel. Els patinadors poden patinar cap endavant o cap enrere. A vegades, es construeixen dos cercles concèntrics que giren a la mateixa direcció o en direccions contràries.
Bloc
La formació de blocs consisteix en una sèrie de "línies" que es mouen juntes amb el mateix nombre de patinadors, però a vegades pot variar-se segons el número de components del equip. Normalment els patinadors de cada línia estan agafats l'un de l'altre, però entre les files no es connecten entre si. A mesura que el bloc es mou, els patinadors han de mantenir les posicions i les files rectes. 
Roda

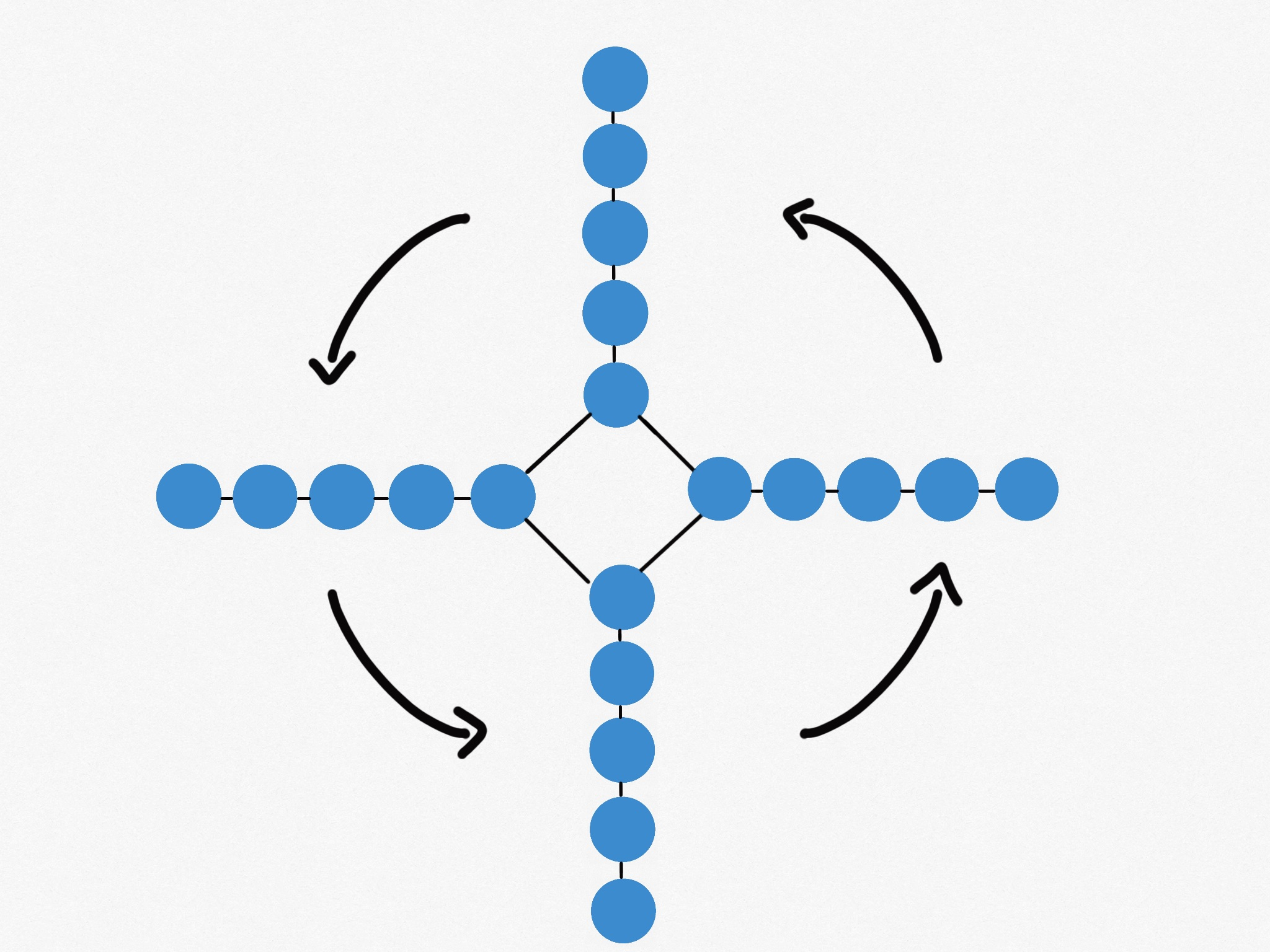

La formació de la roda consisteix en un “molí” que es compon de radis rectes que giren al voltant d'un centre comú. El nombre de radis pot variar, però normalment son 6 a cadascun d'ells, depenent de la mida de l'equip i de la coreografia del programa. Els patinadors es mantenen agafats mentre gira la roda. Sovint la roda avança pel gel mentre gira sobre el seu centre. 
Intersecció

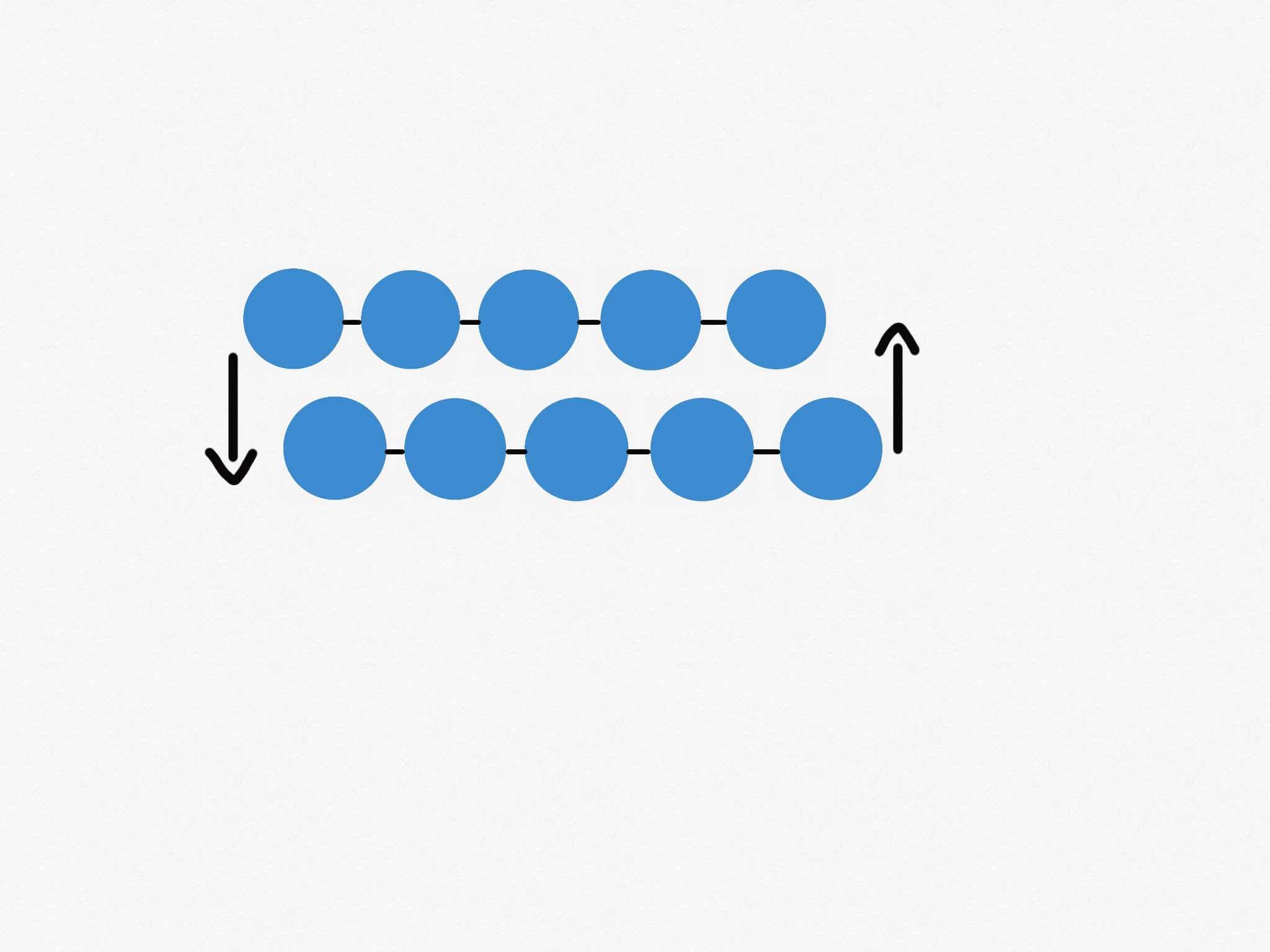

La formació d'intersecció consisteix en una maniobra en la qual dues formes es creuen sobre el gel. És a dir, dues línies rectes en moviment que es creuen o cap endavant o cap enrere. Just abans de colpejar-se, els patinadors deixen caure els braços i passen entre els patinadors de l'altra línia. Després de creuar-se, tornen a unir-se a les seves línies del començament. 
Batedora d'ous
El "Eggbeater" és un exemple de 2 rodes giratòries que engranen com si fossin engranatges. És a dir, giren entre elles molt a prop i els radis passen sense copejar-se. Això és més difícil quan es fa a prop i ràpid. Independentment, és una maniobra apassionant. Normalment es realitza a partir de 3 o 4 rodes de 10 persones cadascuna depenent de la quantitat de components que hi hagin en el equip.

## Tipus de salts i girs
Axel
Porta el nom del seu inventor, Axel Paulsen. I és un dels sis salts de patinatge artístic més comuns, aquest salt requereix que el patinador salti a l'aire mirant cap endavant, intentant desviar la mirada el menys temps possible. Efectuant que el patinador faci un gir d'una volta i mitja a l'aire. El axel pot ser simple, doble o triple. Ningú ha realitzat un eix quàdruple, encara!
Gir de Biellmann
Aquest gir requereix una flexibilitat extraordinària, en què el patinador gira sobre un peu i amb l'altra cama agafada als dos braços i per sobre el cap, formant una forma de llàgrima. Aquest moviment rep el nom de la patinadora suïssa Denise Biellmann, que va inventar el gir.
Gir de camell
El patinador fa un gir alhora que manté la cama de darrere d'ells en una posició arabesc (estirada a 90 graus del terra).
Espiral de mort
Aquest gir requereix que un de la parella tingui molta força per poder girar al voltant d'una corba mentre sosté la mà de l'altre parella, el cos del qual és horitzontal i baixa al gel.
Flip
Es un salt molt comú, s'enlaira des de la vora interior posterior, amb la puntera que serveix per saltar el patinador a l'aire.
Gira de retrocés
Es un salt on el patinador gira sobre un peu mentres salta i a l'hora de caure, amb l'altra cama estesa i apuntada darrere d'ells, fa un revolt posterior amb la part superior del cos. 
Lutz
Un dels salts més difícils, un lutz s'enlaira des de la vora exterior cap enrere i requereix que el patinador salti amb un peu, i aterrant amb l'altre mentres gira, és a dir. L'altre cama arriba al darrere i travessa el cos per incorporar-se al gel, mitjançant la puntera. per ajudar a entrar a l'aire. 
Bucle
El patinador s'enlaira cap enrere, amb la cama exterior davant d'ella, fent servir la corba de la vora exterior de la cama interna per empènyer cap a l'aire. 
Revolució
El nombre de voltes en un salt de patinatge artístic. Els salts quàdruples tenen quatre revolucions, els triples, tres, etc.
Salchow
salt que porta el nom del seu inventor, Suècia Ulrich Salchow; el patinador s'enlaira cap enrere, cap a la vora interior sense cap ajuda de la selecció dels dits dels peus.
Rotació asseguda
rotació on el patinador es troba en posició de gatzoneta, amb una cama recta al davant, amb el dit puntejat. Sovint es realitzen variacions amb diferents posicions de cames i braços, encara en posició a la gatzoneta.
Àngel
Aixecar una cama, paral·lelament amb el terra, mentre patines (endavant o enrere) amb l'altre.
Àncora o papallona
Passant una mà per darrere el cos agafes un peu i l'estires tan amunt com pots sense desequilibrar-te mentre patines endavant o enrere.

## Competicions
Internacionals:
Podem trobar competicions internacionals de patinatge sincronitzat en els nivells sènior, júnior i principiant. La Unió Internacional de Patinatge va celebrar els primers Campionats Mundials de Patinatge Sincronitzat oficials el 2000 a Minneapolis, Minnesota, EUA. Els millors equips júnior de tot el món van competir del 2001 al 2012 a la ISU Junior World Challenge Cup (JWCC), celebrada cada any en un lloc diferent. Els JWCC es van fer al 2013 junt amb el Campionat Mundial Júnior de Patinatge Sincronitzat ISU. Altres grans esdeveniments internacionals de llarga durada que atrauen equips d'elit a diferents nivells inclouen la Copa de França, la Copa de Primavera, el Trofeu de Neuchâtel, la Copa de Berlín, el Trofeu de Flocs de Neu de Zagreb, el Trofeu Leon Lurje i la Copa de Praga.
Campionats Mundials de Patinatge Sincronitzat ISU
És un esdeveniment anual organitzat per la Unió Internacional de Patinatge i que atrau els equips més d'elit de tot el món a competir. Les primeres posicions han estat dominades per Finlàndia amb tres campions del món diferents (Marigold IceUnity, Rockettes i Team Unique) i 19 medalles, i Suècia amb l'equip (Team Surprise) amb la majoria de títols mundials i medalles per a un únic equip. Altres països importants inclouen el Canadà amb dos daurats, quatre de plata i cinc de bronze (per a NEXXICE, Les Suprêmes i l'actual Black Ice Ice), així com els Estats Units amb un de plata i quatre de bronze (per a la Universitat de Miami i Haydenettes, respectivament).

## Campionat mundial de patinatge sincronitzat de la ISU
| Any  | Ubicació                        | Or                | Plata             | Bronze            | Font   |
| 2020 | Lake Placid, USA                | Event cancel·lat  | Event cancel·lat  | Event cancel·lat  |        |
| 2019 | Helsinki, Finlandia             | Team Paradise     | Marigold IceUnity | Rockettes         | [ 6 ]  |
| 2018 | Stockholm, Sweden               | Marigold IceUnity | Team Surprise     | Team Paradise     | [ 7 ]  |
| 2017 | Colorado Springs, USA           | Team Paradise     | Marigold IceUnity | NEXXICE           | [ 8 ]  |
| 2016 | Budapest, Hungary               | Team Paradise     | Rockettes         | Haydenettes       | [ 9 ]  |
| 2015 | Hamilton, Ontario, Canadà       | NEXXICE           | Marigold IceUnity | Team Paradise     | [ 10 ] |
| 2014 | Courmayeur, Italy               | Marigold IceUnity | NEXXICE           | Rockettes         | [ 11 ] |
| 2013 | Boston, United States           | Team Unique       | NEXXICE           | Haydenettes       | [ 12 ] |
| 2012 | Gothenburg, Sweden              | Team Surprise     | NEXXICE           | Haydenettes       | [ 13 ] |
| 2011 | Helsinki, Finland               | Rockettes         | Marigold IceUnity | Haydenettes       | [ 14 ] |
| 2010 | Colorado Springs, United States | Rockettes         | Marigold IceUnity | Haydenettes       | [ 15 ] |
| 2009 | Zagreb, Croatia                 | NEXXICE           | Team Unique       | Team Surprise     | [ 16 ] |
| 2008 | Budapest, Hungary               | Rockettes         | Team Surprise     | NEXXICE           | [ 17 ] |
| 2007 | London, Canadà                  | Team Surprise     | Miami University  | NEXXICE           | [ 18 ] |
| 2006 | Prague, Czech Republic          | Marigold IceUnity | Team Surprise     | Rockettes         | [ 19 ] |
| 2005 | Gothenburg, Sweden              | Team Surprise     | Rockettes         | Marigold IceUnity | [ 20 ] |
| 2004 | Zagreb, Croatia                 | Marigold IceUnity | Team Surprise     | Rockettes         | [ 21 ] |
| 2003 | Ottawa, Canadà                  | Team Surprise     | Marigold IceUnity | Les Suprêmes      |        |
| 2002 | Rouen, France                   | Marigold IceUnity | Team Surprise     | black ice         |        |
| 2001 | Helsinki, Finland               | Team Surprise     | Rockettes         | black ice         | [ 22 ] |
| 2000 | Minneapolis, United States      | Team Surprise     | black ice         | Marigold IceUnity | [ 23 ] |